# ビルマ公路

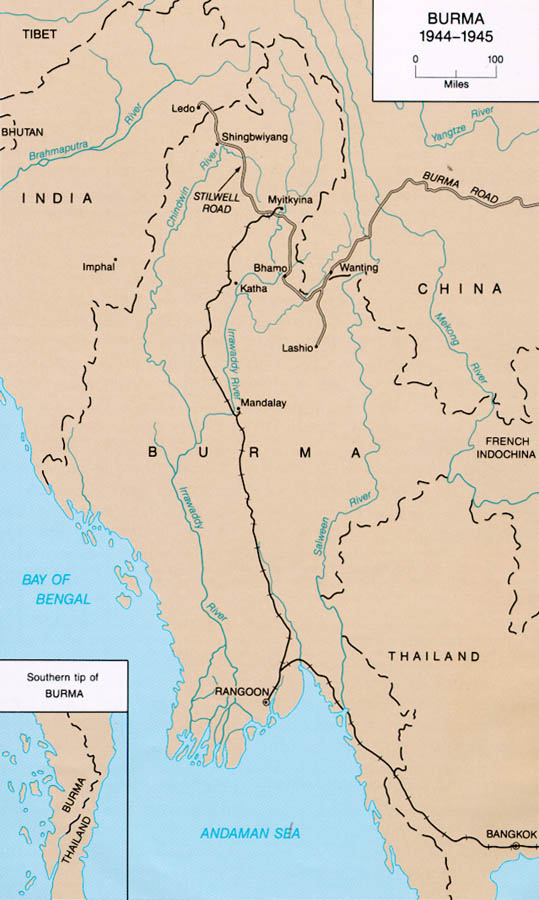
1944年のビルマ公路とレド公路

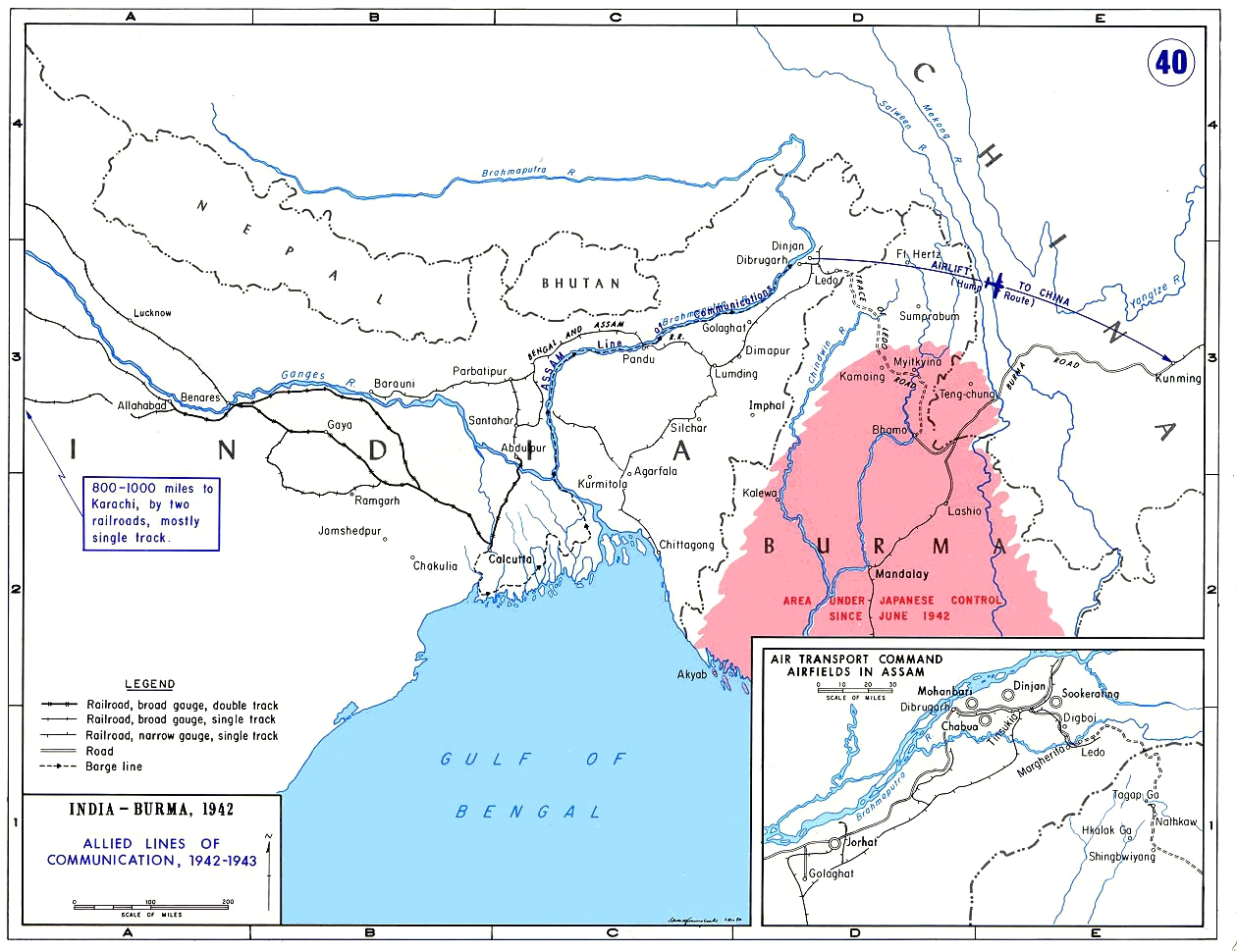
東南アジアにおける連合国の連絡線（1942-43年）。ビルマ公路は右端に示されている。

ビルマ公路（ビルマこうろ、英語：Burma Road、中国語：滇緬公路）は、ビルマ（後のミャンマー）と中華民国とを繋ぐ幹線道路のことである。

## 概要
その終着点（始発点）は雲南省の昆明と、ビルマのラシオ（ラーショー、英: Lashio）である。ビルマのイギリス植民地（Crown Colony）時代に建設された。
道路は総延長717マイル (1,154 km)で、険しい山岳地帯を貫いて延びている。

## 第二次大戦とビルマ公路

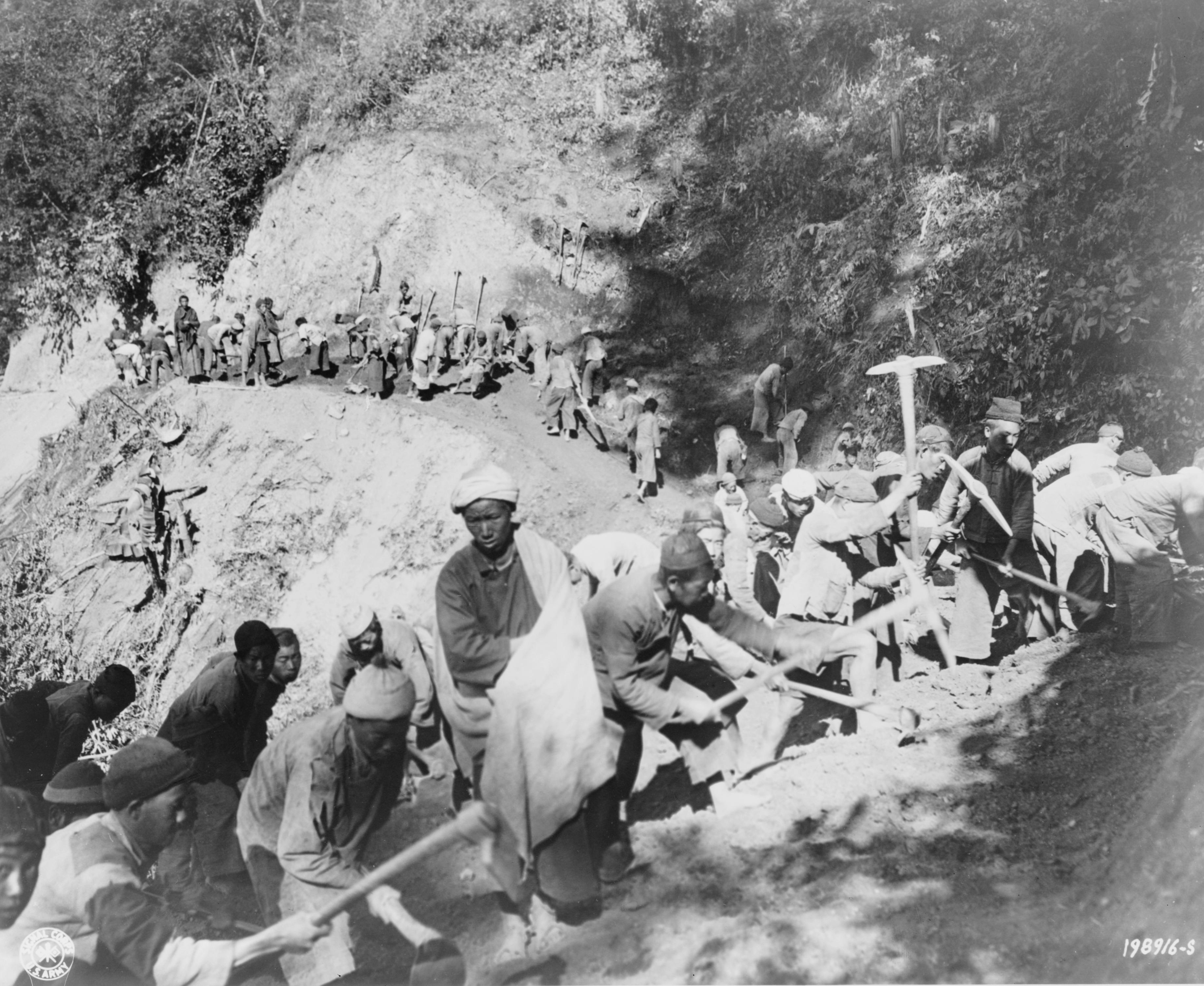
女子供が手持ちの工具でビルマ公路建設を行っている。

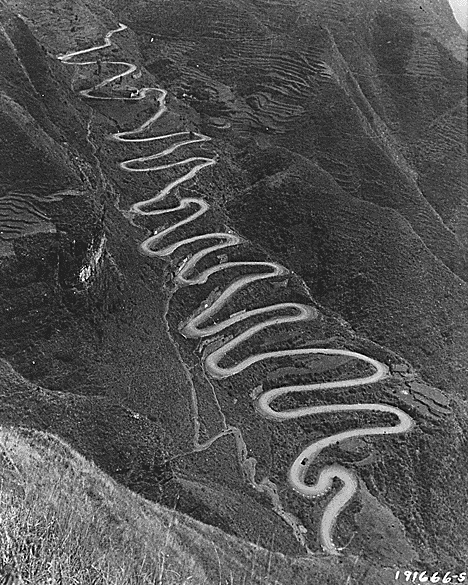
ビルマ公路とレド公路

昆明からビルマ国境までの区間は20万人の中国人労働者によって、1937年の日中戦争時に国民政府交通部の趙祖康の主導で建設され、1938年に完成した。この公路は第二次世界大戦において、イギリスが日本との開戦以前に、中国へ軍事物資を輸送するための役割を持っていた。補給物資はラングーン（現ヤンゴン）で陸揚げされ、鉄道によってビルマ側の始発点であるラシオへ輸送された。
1942年に日本軍によりビルマを占領された後、連合国は蔣介石と国民政府軍への補給に空路による輸送を余儀なくされた。補給物資はインドのアッサム州の飛行場から、ヒマラヤ山脈の東端を越えて空輸された。ハンプ越えと呼ばれる。アメリカ合衆国の主張とイギリスの戦時指導者ウィンストン・チャーチルの非常な無念から、イギリス軍は対日戦の主要な目標として、ビルマの奪還と中国との陸路打通という任務を与えられた。イギリス指揮の下（後半はジョセフ・スティルウェルが指揮）、インド、イギリス、中国、アメリカ軍はアッサムへの進攻を企てる日本軍を打ち破り、北部ビルマを奪還する。連合国軍はこの地域で、アッサム州レドからミートキーナを経由し、旧ビルマ公路へ接続して中国雲南省畹町鎮へ向かう新ルートレド公路を建設した。この道路を使いトラックが中国国境に最初に到着したのは1945年1月28日であった。